# El Pont de Roma
El Pont de Roma és un mas al terme municipal de Borredà (Berguedà) catalogat l'Inventari del Patrimoni Arquitectònic de Catalunya. Casa de pagès situada molt a prop del pont de Roma. La masia té una estructura tradicional de tres crugies; s'estructura en planta baixa i primer pis dedicat a l'habitatge. El parament és de pedra i la coberta, de teula àrab a dues aigües. El context més proper queda molt malmès per unes construccions agràries, recents, descurades, instal·lades a tocar de la casa i del pont, entre ambdós elements.